# Гранд-Кейн (Луїзіана)
Гранд-Кейн (англ. Grand Cane) — селище (англ. village) в США, в окрузі Де-Сото штату Луїзіана. Населення — 217 осіб (2020).

## Географія
Гранд-Кейн розташований за координатами 32°5′2″ пн. ш. 93°48′32″ зх. д. / 32.08389° пн. ш. 93.80889° зх. д. (32.083851, -93.808950).  За даними Бюро перепису населення США в 2010 році селище мало площу 2,99 км², з яких 2,93 км² — суходіл та 0,05 км² — водойми.

## Демографія
Згідно з переписом 2010 року, у селищі мешкали 242 особи в 106 домогосподарствах у складі 77 родин. Густота населення становила 81 особа/км².  Було 124 помешкання (42/км²).
Расовий склад населення:
| - 85,1 % — білих - 13,2 % — чорних або афроамериканців - 1,7 % — корінних американців |

До двох чи більше рас належало 0,0 %. Частка іспаномовних становила 2,1 % від усіх жителів.
За віковим діапазоном населення розподілялося таким чином: 16,5 % — особи молодші 18 років, 66,6 % — особи у віці 18—64 років, 16,9 % — особи у віці 65 років та старші. Медіана віку мешканця становила 47,0 року. На 100 осіб жіночої статі у селищі припадало 86,2 чоловіків;  на 100 жінок у віці від 18 років та старших — 88,8 чоловіків також старших 18 років.
Середній дохід на одне домашнє господарство  становив 96 757 доларів США (медіана — 44 844), а середній дохід на одну сім'ю — 94 112 долари (медіана — 57 222). За межею бідності перебувало 18,3 % осіб, у тому числі 28,3 % дітей у віці до 18 років та 7,9 % осіб у віці 65 років та старших.
Цивільне працевлаштоване населення становило 152 особи. Основні галузі зайнятості: сільське господарство, лісництво, риболовля — 40,8 %, освіта, охорона здоров'я та соціальна допомога — 11,8 %, науковці, спеціалісти, менеджери — 7,9 %, транспорт — 7,2 %.